# Bromellita
La bromellita és un mineral de la classe dels òxids. Rep el seu nom del físic i mineralogista suec Magnus von Bromell (1679-1731).

## Característiques
La bromellita és un òxid de fórmula química BeO. Cristal·litza en el sistema hexagonal en forma de cristalls prismàtics, que també poden ser tabulars. Pot trobar-se'n també en forma d'en agregats de rossetes. La seva duresa a l'escala de Mohs és 9.
Segons la classificació de Nickel-Strunz, la bromellita pertany a «04.AB: Òxids amb proporció Metall:Oxigen = 2,1 i 1:1, amb Catió:Anió (M:O) = 2:1 (i 1,8:1)» juntament amb els següents minerals: crednerita, tenorita, delafossita, mcconnel·lita, zincita, bunsenita, calç, manganosita, monteponita, períclasi, wüstita i pal·ladinita.

## Formació i jaciments
Es troba en filons hidrotermals de calcita en skarn d'hematites i pedra calcària skarn. Sol trobar-se associada a altres minerals com: swedenborgita, richterita, manganofil·lita, natrolita, diàspor o chamosita. Va ser descoberta l'any 1925 a Långban, Filipstad (Värmland, Suècia).